# Улму (комуна, Бреїла)
Улму (рум. Ulmu) — комуна у повіті Бреїла в Румунії. До складу комуни входять такі села (дані про населення за 2002 рік):
- Жугуряну (1204 особи)
- Улму (3250 осіб)

Комуна розташована на відстані 112 км на північний схід від Бухареста, 60 км на південний захід від Бреїли, 134 км на північний захід від Констанци, 76 км на південний захід від Галаца.

## Населення
За даними перепису населення 2002 року у комуні проживали 4454 особи.
Національний склад населення комуни:
| Національність | Кількість осіб | Відсоток |
| -------------- | -------------- | -------- |
| румуни         | 4420           | 99,2%    |
| цигани         | 32             | 0,7%     |
| угорці         | 1              | < 0,1%   |
| греки          | 1              | < 0,1%   |

Рідною мовою назвали:
| Мова      | Кількість осіб | Відсоток |
| --------- | -------------- | -------- |
| румунська | 4452           | > 99,9%  |
| угорська  | 2              | < 0,1%   |

Склад населення комуни за віросповіданням:
| Релігія       | Кількість осіб | Відсоток |
| ------------- | -------------- | -------- |
| православні   | 4440           | 99,7%    |
| п'ятдесятники | 6              | 0,1%     |
| римо-католики | 4              | 0,1%     |
| адвентисти    | 2              | < 0,1%   |
| реформати     | 1              | < 0,1%   |
| старообрядці  | 1              | < 0,1%   |

## Зовнішні посилання
- Дані про комуну Улму на сайті Ghidul Primăriilor